# Bureau du procureur suprême de la république de Corée
Le Bureau du procureur suprême de la république de Corée (SPO) est une organisation de procureurs gouvernementaux en Corée du Sud et est dirigé par le ministère de la Justice. En tant que représentant national des procureurs, le Bureau travaille avec la Cour suprême de Corée et les instances inférieures.

## Organisme
Il est composé du :
- Bureau du procureur suprême (대검찰청)
- Bureau du procureur général (고등검찰청)
- Bureau du procureur de district (지방검찰청)

## Controverses
Depuis la seconde moitié de l'année 2010, le parti politique au pouvoir en Corée du Sud, le Parti de la liberté en Corée, a une position mal à l'aise avec les questions budgétaires et a finalement généré de graves différends, liés à la corruption et a contribué aux critiques contre le Bureau du procureur suprême.

### Procureur général
En 2011, un candidat procureur général, Han Sang-dae (한상대) faisait l'objet d'une enquête pour ses deux incidents d'enregistrement de fausse adresse et sa participation à l'esquive des conscriptions.

### Inspections civiles
Le Bureau du procureur suprême est accusé d'actions hypocrites pour avoir mal géré l'enquête sur les inspections illégales au niveau politique contre les institutions civiles en 2010, mais a restreint un épisode de MBC PD Note sur cet incident.

### Police politique de droite
Le Bureau du procureur suprême sous le gouvernement Lee Myung-bak a des caractéristiques politiques de droite. Il y a eu une série d'allégations de sabotages contre l'actuel maire non partisan, Park Won-soon, par le Bureau avant les élections d'octobre 2011 . Les politiciens qui avaient soutenu l'ancien président Roh Moo-hyun ont également soutenu Park Won-soon dans le cadre d'une intention unifiée de s'opposer à l'actuel Bureau. Les enquêtes du Bureau du procureur suprême contre Han Myeong-sook ont suscité plus de controverse, la Haute Cour de Séoul l'ayant déclarée innocente deux fois de suite. Cependant, ce dernier a immédiatement fait appel de la décision, citant 11 chefs d'accusation différents. Parmi eux figuraient des déclarations directes de Han man-ho selon lesquelles il lui avait versé 900 000 000 wons en argent de fonds illégaux, les frères et sœurs de Han Myeong-sook utilisant des chèques de 100 000 000 wons et 240 000 000 wons dans le compte bancaire de Madame Han, qui avait une "piste suspecte". Le Bureau du procureur suprême allègue que l'assistante de Han Myeong-sook prenait la responsabilité de couvrir ses activités illégales.

## Scandale de corruption
Le 13 janvier 2012, la Haute Cour de Séoul a acquitté l'une des accusations de corruption contre Han Myeong-sook,.

## Incidents notables

### Faveur sexuelle du suspect
En novembre 2012, il a été allégué qu'un procureur stagiaire de 30 ans avait commis des actes sexuels dans le bureau avec la suspecte dans la quarantaine alors qu'il l'interrogeait sur un vol présumé et d'autres accusations plus tôt ce mois-là. Selon les inspecteurs du Bureau du procureur général suprême, quatre jours plus tard, il a emmené la femme dans un motel voisin où ils ont eu des relations sexuelles. Jae-mong Jeon, le procureur junior, également avocat en brevets et diplômé de l'Université nationale de Séoul et de la faculté de droit de Hanyang, affirme que le sexe était consensuel, selon les enquêteurs. L'incident a profondément secoué le bureau du procureur coréen et a entraîné une forte réprimande de la part du président et la démission rapide du procureur en chef.

### Incident de l'affiche du sommet du G20
Il y a eu un incident où un instructeur universitaire, Park Jeong-su, a vandalisé une affiche promotionnelle du G-20 en dessinant un rat avant le sommet du G-20 à Séoul en 2010. Sa poursuite par le Bureau du procureur suprême a révélé des inquiétudes quant au fait que le Bureau est politiquement penché pour servir le gouvernement Lee Myung-bak.

### Impact
Baek Hye-ryun (백혜련), la procureure du district de Daegu, a volontairement démissionné le 21 novembre 2011 car le Bureau du procureur suprême ne peut officiellement maintenir sa neutralité politique sous le gouvernement Lee Myung-bak.
L'ancien secrétaire en chef de feu le président Roh Moo-hyun, Moon Jae-in, a suggéré que la résistance du Bureau du procureur suprême contre les réformes lors du précédent gouvernement de participation, dans lequel il a également réussi en tant que fer de lance du gouvernement de droite Lee Myung-bak, a finalement contribué aux enquêtes injustes contre Roh en 2009 .

### Abus de citoyens
Le 26 octobre 2011, le tribunal du district central de Séoul a fait appel contre le Bureau du procureur suprême pour avoir poursuivi une enquête abusive sur une affaire d'abus sexuels sur des enfants ; a demandé au gouvernement d'indemniser les membres de la famille du cas en question.

### Démission de Yoon Seokyeol
Yoon Suk-Yeol, qui était le deuxième procureur général du gouvernement de Moon Jae-in contre le bureau d'enquête criminelle majeur de la promotion et a démissionné. Il a attiré l'attention du public en raison de conflits avec le ministère de la Justice, de mesures disciplinaires contre la suspension de travail et de la décision du tribunal de rejeter la suspension de travail. Il est en tête du sondage présidentiel depuis sa démission.

## Réputation
Les 47,1% de Sud-Coréens ont désapprouvé le Bureau des procureurs suprêmes et la crédibilité a été évalué à 4 sur 10, selon l'enquête menée en 2009 . Dans l'ensemble, le consensus général parmi les médias coréens estime que le bureau du procureur de la république de Corée a une très faible crédibilité.

## Appels à la réforme
Le pouvoir du bureau du procureur a été remis en question récemment avec des personnes exprimant leur indignation face aux multiples scandales survenus au sein du bureau et aux relations entre le bureau et les conglomérats commerciaux. Le président Moon a rédigé des réformes des poursuites pour redistribuer une partie du pouvoir accordé au bureau du procureur. Les réformes rendront une partie du contrôle des enquêtes criminelles aux policiers. Le but serait de répartir le pouvoir dans les enquêtes pénales et d'empêcher les procureurs d'agir au nom de conglomérats d'entreprises. Un autre aspect de la réforme serait d'établir un groupe de travail qui enquêterait sur la corruption de haut niveau. Un problème auquel Moon était confronté dans la mise en œuvre de ses politiques était de sonder son nouveau ministre de la Justice, Cho Kuk en 2019. Cho a été chargé de superviser ces réformes. Le bureau du procureur a ouvert une enquête sur la famille de Cho, en particulier sur sa femme et sa fille. Ces enquêteurs ont découvert que la fille de Cho profitait du statut de son père, ce qui n'est pas considéré comme une fraude mais uniquement comme un produit de privilège. Les pressions de l'enquête sont devenues trop fortes et Cho a finalement démissionné de son poste six semaines plus tard. Le sort de ces réformes est pris dans l'équilibre entre le parti démocrate et les conservateurs qui ont soutenu le bureau du procureur. Le président Moon a continué à se battre pour la mise en œuvre de ces réformes. En janvier 2020, Choo Mi-ae est devenu ministre de la Justice et a travaillé aux côtés de Moon pour limiter le bureau du procureur et faire adopter les réformes par la législature.